# Bartramia wainioi
Bartramia wainioi là một loài rêu trong họ Bartramiaceae. Loài này được Broth. Müll. Hal. mô tả khoa học đầu tiên năm 1900.